# Nadim
Nadim (arabisch نديم, DMG Nadīm) ist ein arabischer männlicher Vorname mit der Bedeutung „Trinkgenosse“ (im übertragenen Sinn: „guter Freund, Vertrauter“), der auch als Familienname auftritt. Er kommt im Nahen Osten und auf dem Balkan bei Christen, Juden und Muslimen vor. Eine andere Schreibweise des Namens, die insbesondere bei Muslimen in Indien und Pakistan vorkommt, ist (englisch) Nadeem. Die türkische Form des Namens ist Nedim.
Im 11. Jahrhundert war Nadīm ein ehrenhalber verliehenes Amt am Hof von Hamadan in Persien. Der „Zechgenosse“ hatte bei gesellschaftlichen Zusammenkünften für eine geistreiche Unterhaltung der vom Fürsten geladenen Gäste zu sorgen.

## Namensträger

### Vorname Nadim
- Nadim Makdisi (1921–2007), US-amerikanisch-libanesischer Journalist und Herausgeber
- Nadim Sawalha (* 1935), britischer Schauspieler

### Vorname Nadeem
- Nadeem Aslam (* 1966), britisch-pakistanischer Schriftsteller
- Nadeem Elyas (* 1945), saudi-arabischer Islamwissenschaftler und Mediziner
- Nadeem Iqbal (* 1983), indischer Skilangläufer

### Familienname Nadim
- Khairin Nadim (* 2004), singapurischer Fußballspieler
- Munirulhaq Nadim (* 1985), afghanischer Fußballspieler
- Nadia Nadim (* 1988), dänische Fußballspielerin afghanischer Abstammung

### Familienname Nadeem
- Arshad Nadeem (* 1997), pakistanischer Leichtathlet
- Mohammad Nadeem (Cricketspieler, 1978) (* 1978), Cricketspieler der Vereinigten Arabischen Emirate
- Mohammad Nadeem (Cricketspieler, 1982) (* 1982), omanischer Cricketspieler
- Mohammad Nadeem (Cricketspieler, 1983) (* 1983), katarischer Cricketspieler
- Mohammad Aqil Nadeem (* 1958), pakistanischer Diplomat
- Muhammad Nadeem (Hockeyspieler) (* 1972), pakistanischer Hockeyspieler
- Muhammad Nadeem (Leichtathlet) (* 1995), pakistanischer Leichtathlet